# クリミア地方政府

クリミア地方政府
Крымское краевое правительство

クリミア地方政府（クリミアちほうせいふ、ロシア語: Крымское краевое правительство）とは、1918年から翌年にかけてクリミア半島に存在した自治政府である。クリミア辺境政府（クリミアへんきょうせいふ）とも呼ばれる。

## 成立
1917年のロシアでの十月革命を受けて、クリミア・タタール人によって結成された政府はクリミア人民共和国の独立を宣言した。この国家は翌年初めにボリシェヴィキに占領され、タヴリダ・ソビエト社会主義共和国に取って換えられた。だが4月末になると、今度はドイツ帝国に援助されたウクライナ人民共和国軍のクリミア攻勢によりボリシェヴィキは駆逐され、同年6月25日に最初のクリミア地方政府が設立された。
この政府では、リプカ・タタール人のマツェイ・スリケヴィチ将軍が首相、内相、軍務相を兼任した。その他の閣僚にはジャフェル・セイダメット (Джафер Сейдамет)（外相）、S・ゴルチャコフ公爵 (С. Горчаков) とウラジーミル・タチシチェフ伯爵 (ru)（財相）、ドイツ移民のT・ラップ（Т. Рапп、農務相）、技師のL・フリーマン少将（Л. Фриман、鉄道相）、地主のV・ナルバンドフ（В. Налбандов、教育相）がいた。
独立宣言は「クリミアの人々のために」出され、国家と国民のシンボルや独自の軍と通貨も作られた。ボリシェヴィキによって廃止されていた私有財産も復活した。しかし地方政府は完全にドイツ占領軍の支配下にあった。7月にスリケヴィチ以下の政府代表団は、ウクライナからのクリミアの独立の保障と、ドイツとの交易関係の樹立を求めてベルリンを訪問した。ドイツ政府もまた、ドイツとオスマンの保護の下でのクリミア・ハン国の再建を提案したが、それらが実現することはなかった。

## ウクライナとの関係
ヤルタの新聞によるインタビューに対し、スリケヴィチは次のように語った。
ウクライナ人民共和国とウクライナ国はクリミアを支配下に置こうとし、9月と10月にはウクライナと広い自治権を持つクリミアによる連邦の形成に向けた交渉もなされた。だがドイツ帝国の保護の下にクリミアはウクライナからは独立したままだった。

## 第一次世界大戦後
ドイツ軍がクリミアから撤退するや、かねてから不評を買っていたスリケヴィチは11月25日に権力の座を追われ、その後はクリミア・カライム人の元立憲民主党員であるソロモン・クリムが政府を率いた。この自由主義と反ボリシェヴィズムに基づく政府には、同じく元立憲民主党員であったマクシム・ヴィナヴェル (Максим Винавер) が外相として、ウラジーミル・ナボコフ（作家であるウラジーミル・ナボコフの父）が法相として加わっていた。11月末に港へ上陸した連合国の船も、翌年初めまでには撤退した。
だが、その1919年初めにはこの政府は白軍のアントーン・デニーキン率いる義勇軍との関係が悪化し、運営に支障を来たすようになった。クリミアは連合国の撤退とともに再びロシアの完全な支配下に入ったが、4月2日に赤軍がシンフェロポリを占領し、第2次クリミア地方政府は消滅した。そしてクリミア・ソビエト社会主義共和国が成立したが、6月に白軍がクリミアを奪回し、11月までデニーキン軍とヴラーンゲリ軍が支配した。
その後にソ連の勢力が回復すると、クリミアはロシア・ソビエト連邦社会主義共和国内のクリミア自治ソビエト社会主義共和国とされた。さらに1954年にウクライナ・ソビエトに移管され、ソビエト連邦の崩壊後もウクライナの領土となった。

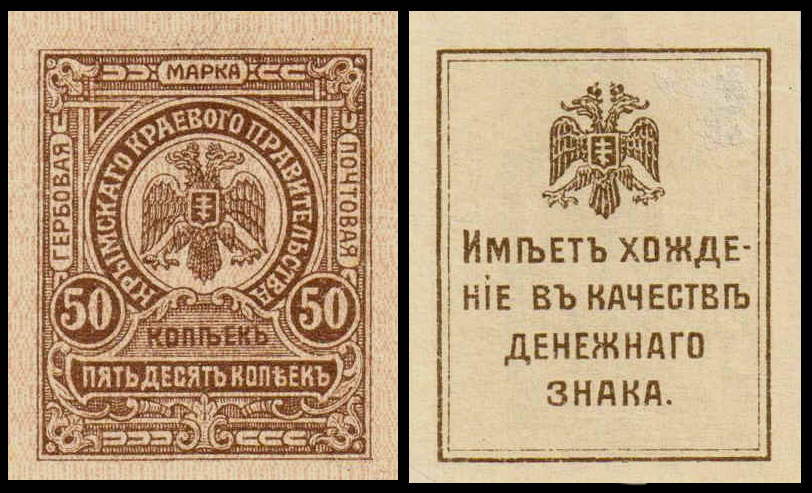
地方政府の切手（1919年）